# Hellmitzheim
Hellmitzheim (fränkisch: Hälmsa) ist ein Gemeindeteil der Stadt Iphofen im unterfränkischen Landkreis Kitzingen. Die Gemarkung Hellmitzheim hat eine Fläche von 9,917 km². Sie ist in 852 Flurstücke aufgeteilt, die eine durchschnittliche Flurstücksfläche von 11639,42 m² haben. In ihr liegen neben dem namensgebenden Ort die Gemeindeteile Bruckhof, Dorfmühle (obere), Mühle (untere), Seehof und Waldhof.

## Geografie

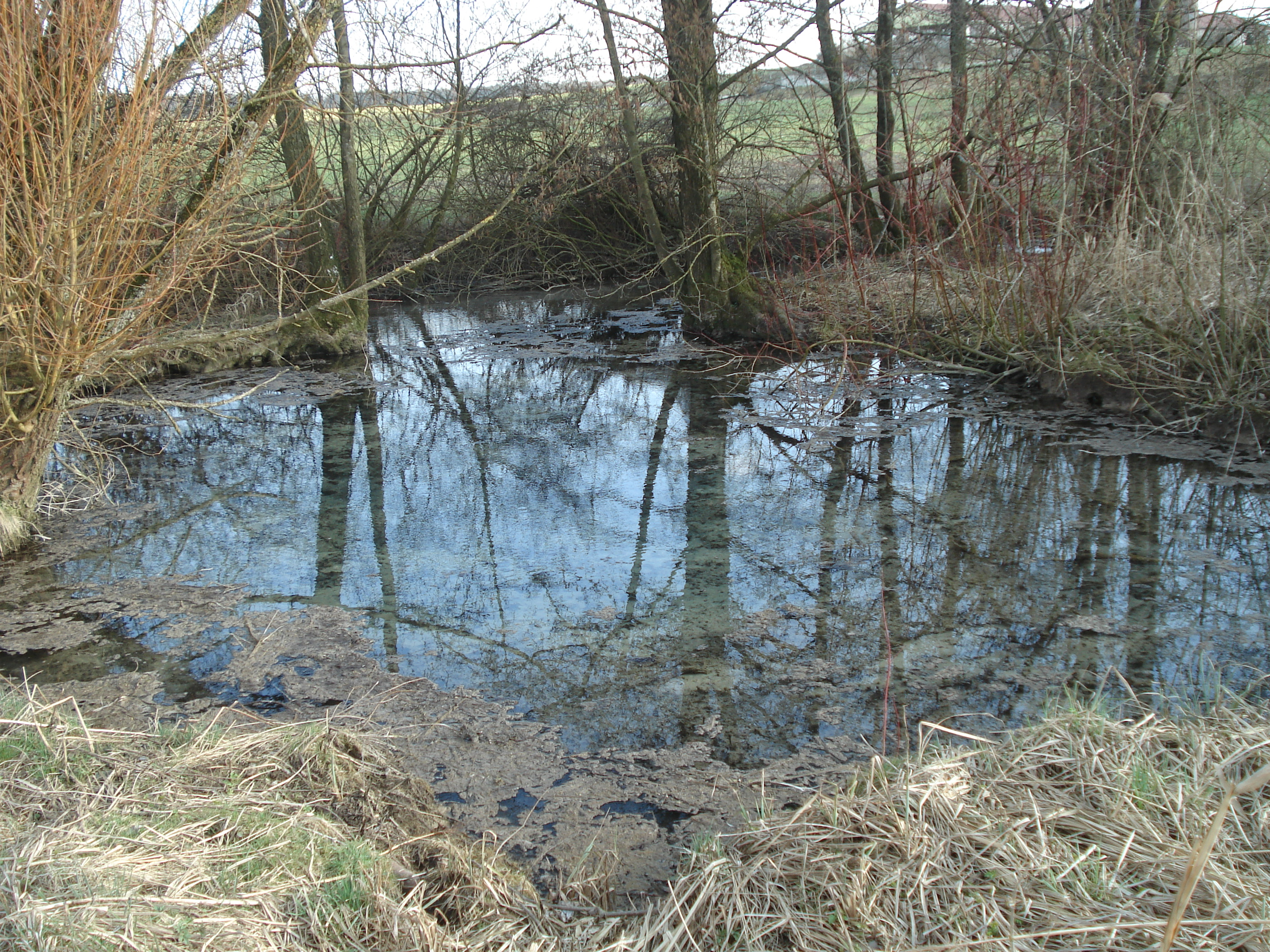
Großes Grundlos

### Lage
Das Pfarrdorf liegt auf freier Flur am Kirchbach, einem rechten Zufluss des Breitbaches. Sein Quellgebiet liegt östlich des Ortes am Beginn einer schmalen, von der Bundesstraße 8 durchzogenen Flurbrücke ins östlich benachbarte obere Bibarttal und im umgebenden Wald unter anderem des Mönchsondheimer Holzes. Er fließt an der Gipskarstquelle Grundlos vorbei und verlässt den Ort wieder in westlicher Richtung, wo er dann zwei zum Ort gehörende Mühlen in Einödlage antreibt.
Nördlich des Ortes verläuft die Bahnstrecke Fürth–Würzburg. Die Staatsstraße 2418 führt zur B 8  (1,1 km nördlich) bzw. nach Dornheim (1,7 km südlich). Eine Gemeindeverbindungsstraße führt nach Mönchsondheim zur Kreisstraße KT 1 (3,3 km nordwestlich).

### Hellmitzheimer Bucht
Nach dem Ort Hellmitzheim ist das Gebiet Hellmitzheimer Bucht benannt. Diese nahezu ebene Stufenrandbucht ist von fruchtbarem Ackerland bedeckt, wird auf drei Seiten von den bewaldeten Höhenzügen des Steigerwaldes eingerahmt und öffnet sich an der vierten westwärts zum Maintal.:8 Die Bucht wird zur Untereinheit Steigerwaldvorland der naturräumlichen Haupteinheit Mainfränkische Platten gerechnet, einer weitgehend unbewaldeten Landschaft, die weit in den westlichen Steigerwald hineinreicht, der selbst schon zur höheren Mittelkeuperstufe des Südwestdeutschen Schichtstufenlandes gehört. In der Hellmitzheimer Bucht steht Gipskeuper an, in den tieferen Teilen auch Unterkeuper. An der in östlichem Bogen umschließenden Waldgrenze setzt dann der überlagernde Sandsteinkeuper ein:8, 9 und zugleich das Landschaftsschutzgebiet LSG innerhalb des Naturparks Steigerwald (ehemals Schutzzone) LSG-00569.01. Die höchsten Erhebungen der umgebenden Waldgebiete sind im Norden der Schwanberg (456 m ü. NHN) und der Scheinberg (498 m ü. NHN), die höchsten Lagen in der Bucht selbst liegen auf wenig über 330 m ü. NHN. Abseits der Talmulden liegt das Terrain nirgends unter 290 m ü. NHN. Der die Bucht entwässernde Breitbach entspringt an ihrem Südrand und verlässt sie in seiner Talmulde auf etwa 240 m ü. NHN.

## Geschichte
Das Dorf wurde erstmals 1225 in den Quellen erwähnt. Gegründet wurde es jedoch vermutlich wesentlich früher. Typische Reihengräberfelder aus der Merowingerzeit, die im Gräberfeld von Hellmitzheim in Ortsnähe entdeckt wurden, deuten darauf hin, dass Hellmitzheim schon im Zuge der Fränkischen Landnahme im 6. oder 7. Jahrhundert besiedelt wurde. Das Gräberfeld gilt als der „(...) wichtigste Friedhof des frühen Mittelalters“ in der Region.
Bereits im 14. Jahrhundert stieg Hellmitzheim zu einem Zentrum auf, als das Zentgericht des Hochstifts Würzburg hierher verlegt wurde. Im Jahr 1414 teilten die Herren von Limpurg und die Grafen zu Castell das Dorf auf. Nach dem Verzicht der Casteller blieb das Dorf von 1435 bis 1803 in den Händen der  Grafen von Limpurg-Speckfeld und später, mit dem Tod der letzten Schenken 1705 und 1713, im Besitz der Grafen von Rechteren-Limpurg.
Während des Dreißigjährigen Krieges wurde die evangelisch-lutherische Pfarrei schwer in Mitleidenschaft gezogen. Im Jahr 1628 überfiel der Iphöfer Amtskeller Johann Ott mit einigen Soldaten die Dörfer Hellmitzheim, Possenheim und Einersheim. Er vertrieb alle lutherischen Pfarrer und die Lehrer aus den Dörfern. Allerdings blieb Hellmitzheim beim neuen Glauben.
1806 kam Hellmitzheim schließlich zum Königreich Bayern. Im Rahmen des Gemeindeedikts (frühes 19. Jahrhundert) wurde der Steuerdistrikt Hellmitzheim gebildet. Zu diesem gehörten Bruckhof, Dorfmühle (obere), Mühle (untere), Seehof und Waldhof. Zugleich entstand die Ruralgemeinde Hellmitzheim, die deckungsgleich mit dem Steuerdistrikt war. Sie unterstand in Verwaltung und Gerichtsbarkeit dem Herrschaftsgericht Markt Einersheim und in der Finanzverwaltung dem Rentamt Scheinfeld, nach dessen Auflösung im Jahr 1818 dem Rentamt Iphofen. 1849 kam Hellmitzheim an das Landgericht Markt Bibart. Für die Verwaltung war ab 1862 das Bezirksamt Scheinfeld zuständig (1939 in Landkreis Scheinfeld umbenannt) und für die Finanzverwaltung ab 1879 das Rentamt Markt Bibart (1919–1929: Finanzamt Markt Bibart, seit 1972: Finanzamt Kitzingen). Die Gerichtsbarkeit blieb beim Landgericht Markt Bibart, mit dessen Auflösung übernahm diese 1879 das Amtsgericht Scheinfeld. Die Gemeinde Hellmitzheim hatte eine Gebietsfläche von 9,927 km².
Im ersten Reichstagswahlkampf 1932 führte der aus Lauf stammende Neustädter Kaufmann Richard Schwab mit dem Nürnberger Stadtrat und späteren SS-Sturmbannführer Hans Bäselsöder im Auftrag des Bezirks Scheinfeld der NSDAP einen Propagandamarsch von Hellmitzheim nach Iphofen an.
Im Zweiten Weltkrieg wurden große Teile des alten Dorfes zerstört, die Kirche brannte bis auf die Grundmauern nieder, Rathaus, Pfarrhaus und Kirchenburg wurden vollständig vernichtet. Die United States Air Force hatte am 11. April 1945 Bomben auf das Dorf geworfen. Der Wiederaufbau wurde in der Nachkriegszeit vorangetrieben und 1967 mit dem Prädikat „Schönstes Dorf des Landkreises Scheinfeld“ belohnt.
Am 1. Januar 1972 wurde Hellmitzheim im Zuge der Gebietsreform in Bayern nach Iphofen eingemeindet.

### Einwohnerentwicklung
Gemeinde Hellmitzheim
| Jahr      | 1818   | 1840   | 1852   | 1855   | 1861   | 1867   | 1871   | 1875   | 1880   | 1885   | 1890   | 1895   | 1900   | 1905   | 1910   | 1919   | 1925   | 1933   | 1939   | 1946   | 1950   | 1952   | 1961   | 1970   |
| Einwohner | 448    | 465    | 520    | 509    | 504    | 514    | 503    | 504    | 524    | 553    | 538    | 526    | 475    | 454    | 437    | 447    | 426    | 425    | 398    | 400    | 459    | 463    | 427    | 422    |
| Häuser    | 89     | 89     |        |        |        |        | 98     |        |        | 99     | 98     |        | 101    |        |        |        | 98     |        |        |        | 75     |        | 92     |        |
| Quelle    | [ 14 ] | [ 22 ] | [ 23 ] | [ 23 ] | [ 24 ] | [ 25 ] | [ 26 ] | [ 27 ] | [ 28 ] | [ 29 ] | [ 30 ] | [ 23 ] | [ 31 ] | [ 23 ] | [ 32 ] | [ 23 ] | [ 33 ] | [ 23 ] | [ 23 ] | [ 23 ] | [ 34 ] | [ 23 ] | [ 16 ] | [ 35 ] |

Ort Hellmitzheim
| Jahr      | 001818 | 001836 | 001840 | 001861 | 001871 | 001885 | 001900 | 001925 | 001950 | 001961 | 001970 | 001987 | 002013 |  |
| Einwohner | 422    | 403    | 419    | *479   | 462    | 520    | 414    | 385    | 403    | 384    | 384    | 339    | 387    |  |
| Häuser    | 86     | 86     | 84     | 55     |        |        | 94     | 96     | 93     | 70     | 83     |        | 94     |  |
| Quelle    | [ 14 ] | [ 36 ] | [ 22 ] | [ 24 ] | [ 26 ] | [ 29 ] | [ 31 ] | [ 33 ] | [ 34 ] | [ 16 ] | [ 35 ] | [ 37 ] | [ 1 ]  |  |

## Kultur und Sehenswürdigkeiten

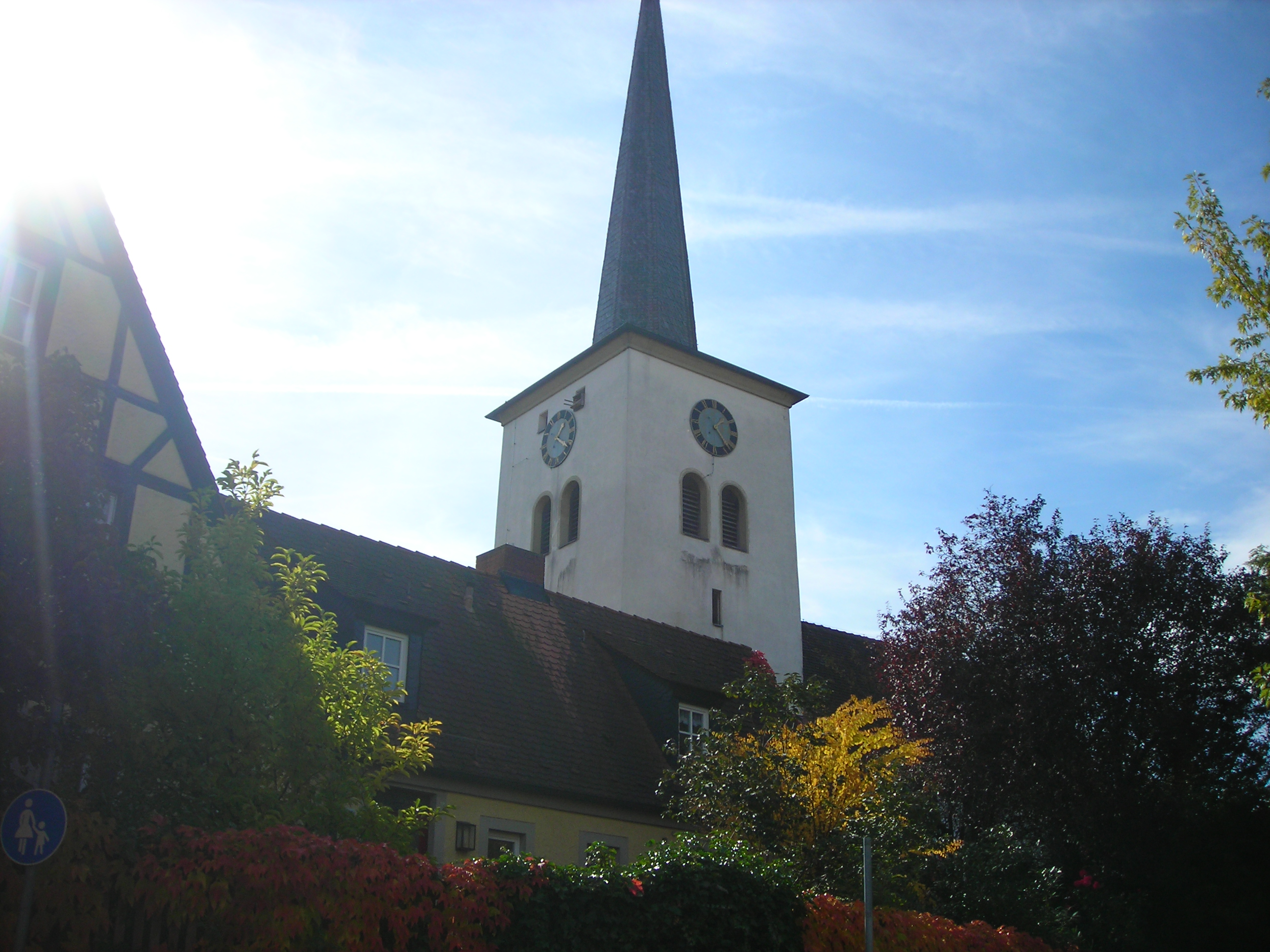
Die Kirche in Hellmitzheim

### Baudenkmäler
In Hellmitzheim gibt es elf Baudenkmäler:
- Evangelische Kirche (Hellmitzheim). Der Chorturm mit seinen Schießscharten geht wahrscheinlich auf das 15. Jahrhundert zurück, das Langhaus wurde im 16. Jahrhundert angebaut. Die Kirche wurde mitsamt der sie umgebenden Kirchenburg im Jahr 1945 nahezu vollständig zerstört. Die alte Ausstattung verbrannte während des Beschusses und wurde durch moderne Stücke ersetzt. Das Holzkruzifix im Chor entstammt dem Jahr 1953. Auch die Kirchenburg, die das Gebäude früher umgab, wurde nicht wieder aufgebaut.
- Mönchsondheimer Straße 8 (früher Haus-Nummer 85): Bürgerhaus Hellmitzheim. Das Wohnstallhaus gilt als das schönste Fachwerkhaus in Hellmitzheim. Es wurde vermutlich Ende des 16. Jahrhunderts gebaut. Im Obergeschoss ist die Originalausstattung aus der deutschen Renaissance noch fast vollständig vorhanden. Der gewachsene Gipssteinboden im Erdgeschoss und der aus dem massiven Stein geschlagene Gewölbekeller sind ebenfalls noch erhalten. 1987 wollte der damalige Besitzer das Haus abreißen. Daraufhin gründete sich am 21. April 1988 der Förderverein zum Erhalt eines denkmalgeschützten Bauernhauses.

Im April 1995 konnte das historische Fachwerkhaus nach einer umfassenden Sanierung als Bürgerhaus feierlich an die Hellmitzheimer übergeben werden.
- Mehrere sogenannte Wohnstallhäuser prägen das Dorf. Sie entstanden zumeist im 18. oder 19. Jahrhundert.
- Ein Jägerhaus der Grafen von Limpurg-Speckfeld, ein Brunnenhaus des 18. Jahrhunderts und eine schlichte Steinbrücke über den Kirchbach haben sich ebenfalls erhalten.

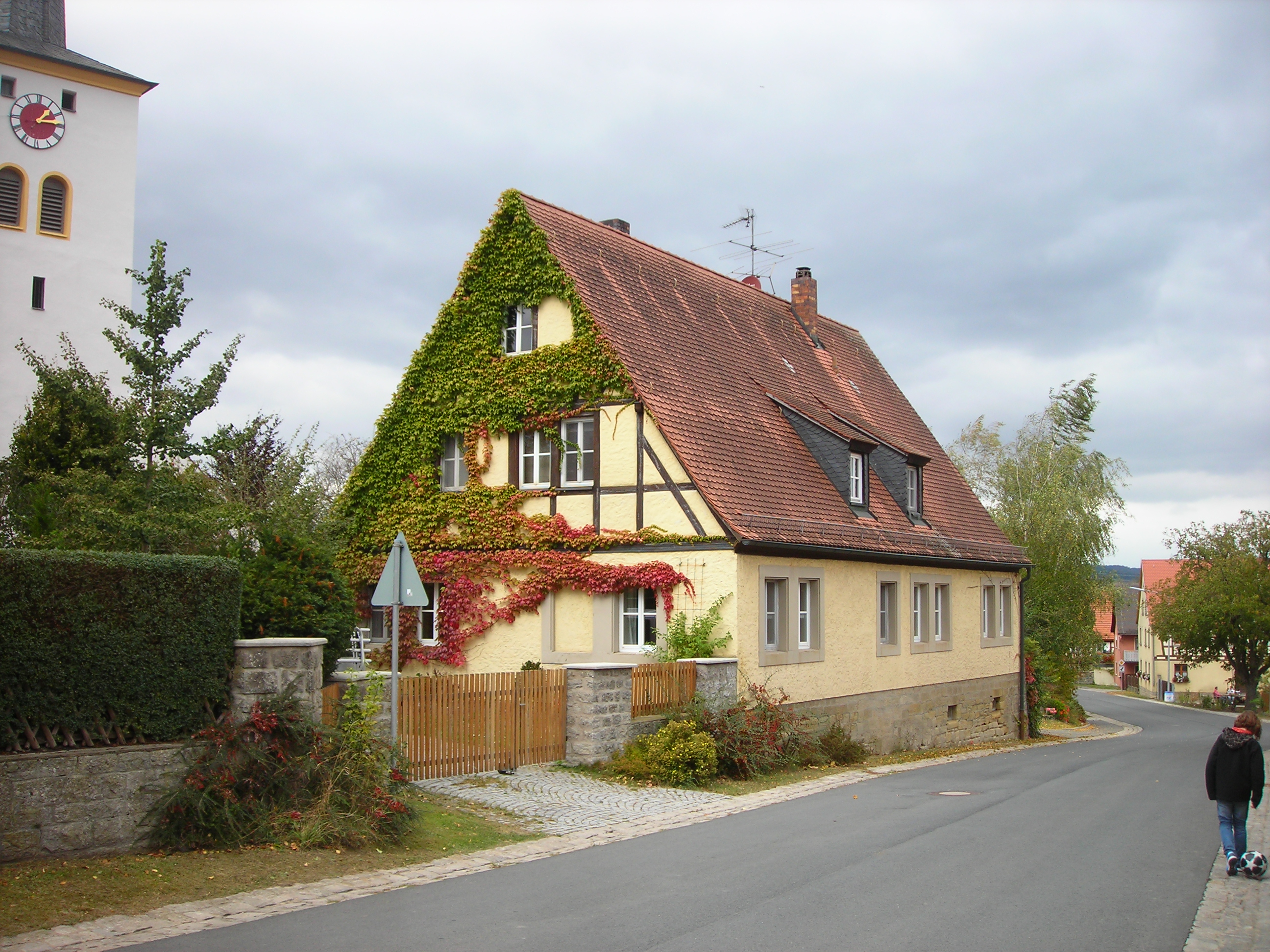
Pfarrhaus Hellmitzheim
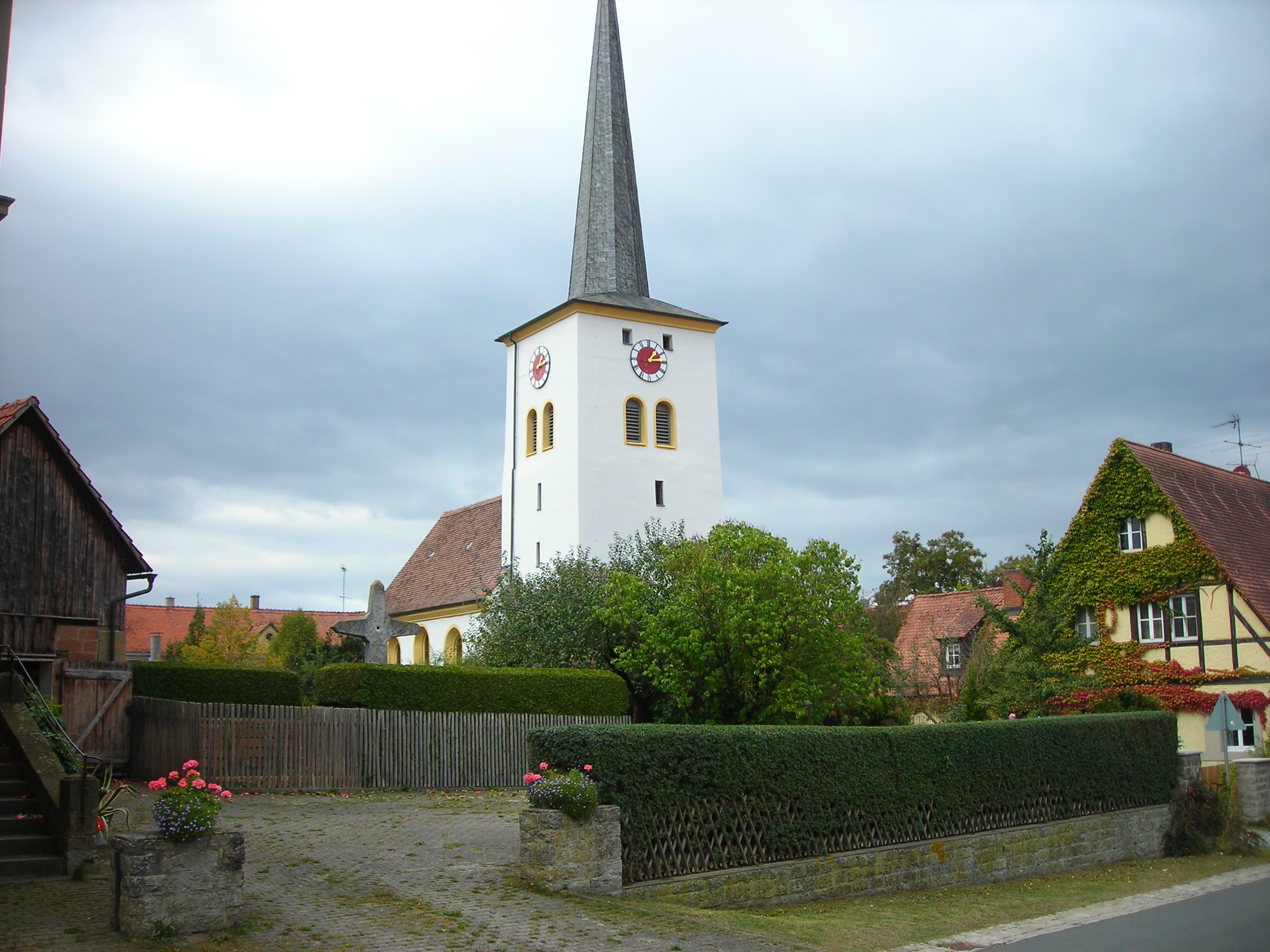
Kirche Hellmitzheim von Osten
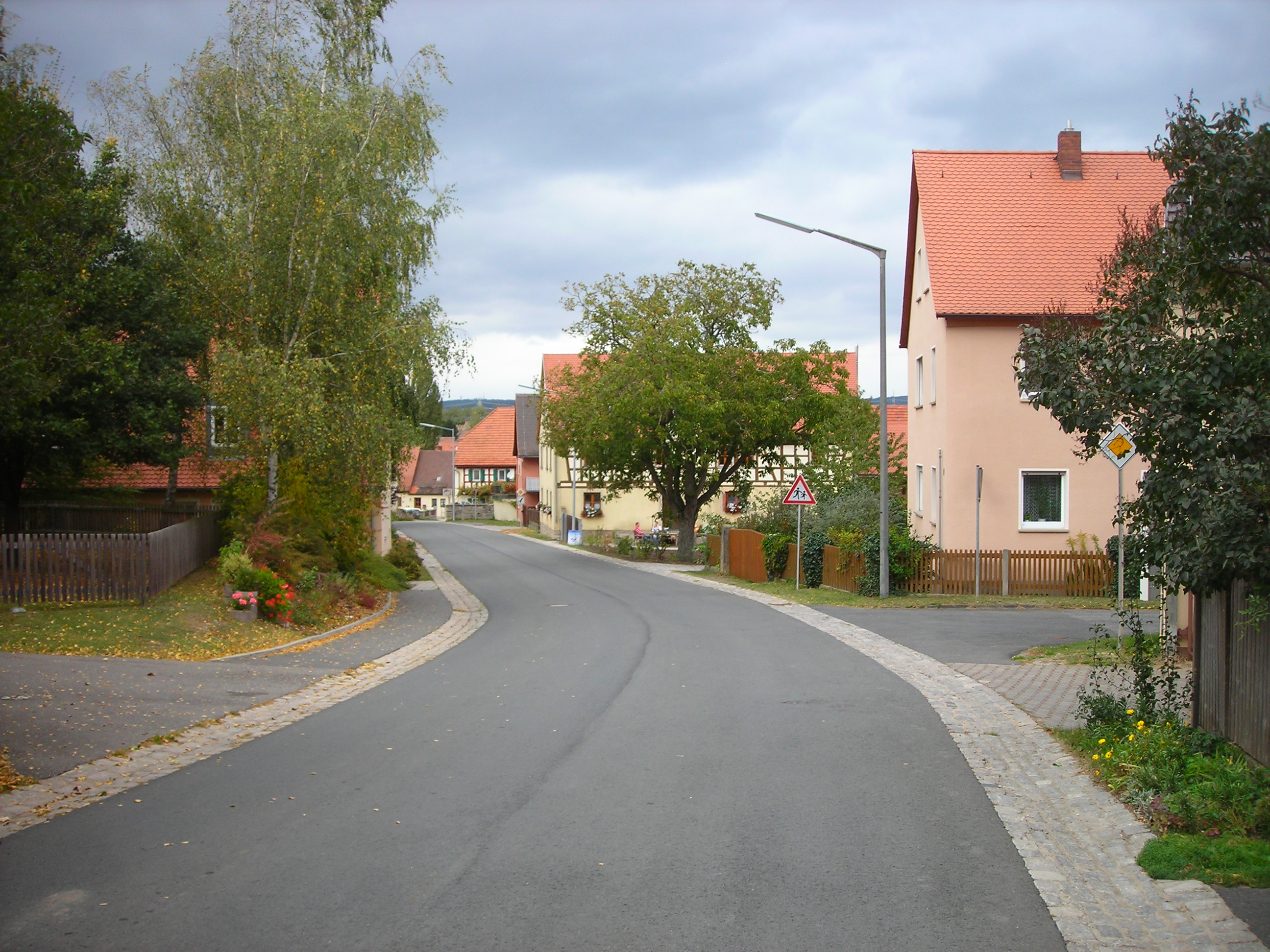
Helmboldstraße Hellmitzheim

### Naturdenkmäler
Nordöstlich von Hellmitzheim stoßen die als Naturdenkmal ausgewiesenen Karstquellen Grundlos aus dem Gipskeuper auf. Beide Quellen und Teile des Bachlaufes stehen unter Naturschutz. Die Quelle ist vom Bayerischen Landesamt für Umwelt als Geotop 675Q001 ausgewiesen.

### Sage
Ähnlich wie in Geiselwind existiert auch in Hellmitzheim eine Erzählung über die einstige Größe des Ortes.
Eine Sage in Hellmitzheim spielt auf die ehemalige Größe von Hellmitzheim an. Demnach soll das Dorf einst eine eigenständige Stadt mit allen Rechten gewesen sein. Insbesondere im Westen des heutigen Dorfes hätten große Teile der Stadt gelegen, heute befindet sich dort nur noch die Obere Dorfmühle. Die Stadt soll während des Dreißigjährigen Krieges geplündert und niedergebrannt worden sein. Wahrscheinlich geht die Sage auf die lange Siedlungsgeschichte des Dorfes zurück. So grub man immer wieder Artefakte vergangener Zeiten aus.

### Musik
In Hellmitzheim gibt es mehrere Gesangvereine und Blaskapellen (Posaunenchor Hellmitzheim, Hellmsemer Dorfmusikanten, Kirchenchor, Kinderchor „Musikalische Flummies“).

### Sport
Der 1974 gegründete Sportverein ASV Hellmitzheim verfügt über Sport-, Fußball- und Tennisplätze und ein Sportheim mit Fitness- und Gymnastikraum. In Iphofen gibt es ein Hallenbad, im benachbarten Markt Einersheim ein Freibad.

### Vereine
- ASV Hellmitzheim
- Freiwillige Feuerwehr Hellmitzheim
- Soldatenkameradschaft Hellmitzheim
- Evangelische Landjugend
- Förderverein zum Erhalt eines denkmalgeschützten Bauernhauses
- Freundeskreis Hellmitzheim-Antau

Traditionell am ersten Sonntag im Oktober findet die Kirchweih mit einem Umzug der Ortsburschen statt.

## Religion
Die Gemeinden des Evangelisch-Lutherischen Dekanats Markt Einersheim, zu dem die Pfarrstelle Hellmitzheim gehört, haben zum Teil eine Kirchengeschichte, die bis in die Reformationszeit zurückreicht. Hellmitzheim gehörte zur Grafschaft Limpurg-Speckfeld. Dort wurde die evangelische Lehre zwischen 1540 und 1555 eingeführt. Während der Gegenreformation wurden die Pfarreien im März 1627 wieder katholisch. Die Bevölkerung blieb größtenteils evangelisch. Die Pfarrei Hellmitzheim betreute Dornheim karitativ mit.

## Verkehr und Infrastruktur
Die Bahnstrecke Nürnberg–Würzburg tangiert das nördliche Ortsende. Bis 1982 hatte Hellmitzheim einen Haltepunkt an dieser Strecke, der im Zuge der damaligen Ausbaumaßnahmen aufgelassen wurde. Seitdem besteht die Überleitstelle Hellmitzheim im Mönchsondheimer Holz.
Die reichen Gipsvorkommen, insbesondere im Bereich zwischen Bahnstrecke und Bundesstraße, wurden mit Beginn des 20. Jahrhunderts im Tagebau abgebaut. Beginnend auf Höhe des ehemaligen Bahnhofs bis, knapp hundert Jahre später, nahe dem östlich liegenden Wald Mönchsondheimer Holz, wurden die Flächen ausgebeutet und später wieder renaturiert. Bis in die 1960er Jahre war nördlich des Ortes ein Gipswerk in Betrieb, das die örtlichen Gipsvorkommen ausbeutete und verarbeitete. Nach Übernahme durch die Gips- und Baustofffirma Knauf Gips KG wurde das Werk stillgelegt und später abgerissen.
Neben den noch verbliebenen landwirtschaftlichen Betrieben sind Handwerksbetriebe wie Tischlerei, Schmiede und ein Sägewerk ansässig.
Der Ort besitzt einen zweigruppigen Kindergarten, eine Filiale der VR Bank Kitzingen, die Verkaufsstelle einer Bäckerei und drei Gaststätten, die zum Teil täglich geöffnet sind.

## Persönlichkeiten
- Johannes Crellius (1590–1633), Theologe und Pädagoge
- Georg Wilke († 1933), Pfarrer und Lehrer, Wilke wirkte zwischen 1890 und 1906 als Pfarrer in Hellmitzheim und begann mit der Erforschung der vorgeschichtlichen Denkmäler im Umland, später Gymnasialprofessor in Hof[42]
- Otto Stapf (1890–1963), deutscher General der Infanterie
- Otto Weigand (1891–1968), Beamter und Landtagsabgeordneter
- Siegfried Wilke (1891–1969), Politiker, Oberbürgermeister von Kitzingen